# Katastrofa lotu PenAir 3296
Katastrofa lotu PenAir 3296 – wypadek samolotu Saab 2000, należącego do amerykańskich linii lotniczych PenAir, do którego doszło 17 października 2019 roku w mieście Unalaska. Na pokładzie znajdowało się 39 pasażerów i 3 członków załogi. W wyniku zdarzenia śmierć poniosła 1 osoba.

## Przebieg zdarzenia
W dniu wypadku samolot wystartował z Anchorage o godzinie 15:15 AST i miał wylądować w Unalasce 2 godziny i 15 minut później. Podczas zniżania piloci uzyskali zgodę na podejście RNAV do pasa 13. Gdy samolot zbliżył się do lotniska, wiatr zmienił kierunek z 210 stopni na 180 stopni. W czasie podejścia zaobserwowano jednak wiatr o kierunku 270 stopni i prędkości 10 węzłów. Ze względu na nieustabilizowanie samolotu załoga zdecydowała się odejść na drugi krąg. Drugie podejście do pasa 13 wykonywane było już z widocznością. Tym razem wiatr miał kierunek 300 stopni i prędkość 24 węzłów.
Załoga zadecydowała o kontynuowaniu podejścia. Samolot dotknął pasa o godzinie 17:40 AST. Przyziemienie nastąpiło w odległości ok. 300 metrów od progu pasa startowego o całkowitej długości ok. 1400 metrów. Uruchomiono odwracacz ciągu oraz zainicjowano normalne hamowanie. Po wytraceniu prędkości do ok. 80 węzłów, kapitan rozpoczął hamowanie z maksymalną siłą. W celu uniknięcia wpadnięcia do wody, załoga skierowała maszynę w prawo. Samolot zjechał z pasa startowego, przebił ogrodzenie lotniska, przekroczył rów, uderzył w dużą skałę i przejechał przez drogę publiczną. Na skutek uderzenia w znak drogowy lewe śmigło rozsypało się, a jego kawałki przebiły kadłub. Trzy osoby odniosły krytyczne obrażenia, a dziesięć zostało rannych. Następnego dnia, na skutek odniesionych ran, jedna osoba zmarła w szpitalu.

## Śledztwo
W dniu wypadku Narodowa Rada Bezpieczeństwa Transportu (NTSB) rozpoczęła śledztwo, które zakończono dwa lata później - 2 listopada 2021 roku. W opublikowanym raporcie stwierdzono, że wypadek był spowodowany "nieprawidłowym okablowaniem przetworników prędkości kół na lewym podwoziu podczas remontu". Wpływ na wystąpienie wypadku miały także:
- projekt przewodów firmy Saab,
- zezwolenie Federalnej Administracji Lotnictwa (FAA) na operacje na lotnisku Unalaska bez uwzględnienia obszaru bezpieczeństwa na pasie startowym,
- decyzja załogi o lądowaniu z przeciwnym wiatrem, przekraczającym limity samolotu.